# Duna TV
Duna (Inglês : Duna Channel, anteriormente: Duna Televízió) é um dos canais de televisão públicos da Hungria. "Duna" é o nome húngaro do Danúbio. A Duna tem sido o principal canal nacional dos média públicos MTVA desde 15 de março de 2015.
A Duna TV é gerida e financiada principalmente pelo Fundo de Apoio ao Serviço de Mídia e Asset Management (em húngaro:  Médiaszolgáltatás-támogató és Vagyonkezelő Alap, abreviado MTVA). Esta organização governamental, formada em 2011, também administra as emissoras de serviço público Magyar Televízió e Magyar Rádió, bem como a agência de notícias húngara Magyar Távirati Iroda.
A 1 de julho de 2015, a Duna TV, bem como os canais de média de três outras organizações de média públicas geridas pelo MTVA, foram fundidos em uma única organização chamada Duna Media Service (em húngaro:  Duna Médiaszolgáltató). Esta organização é o sucessor legal da Duna TV e é um membro ativo da União Europeia de Radiodifusão.

## Pivôs notáveis
- Éva Ciprusz
- Georgina Szántó
- Gábor Báthory
- Bea Lukács
- Miklós Borsa